# Pachygaster atra
Pachygaster atra är en tvåvingeart som först beskrevs av Georg Wolfgang Franz Panzer 1798.  Pachygaster atra ingår i släktet Pachygaster och familjen vapenflugor. Arten är reproducerande i Sverige. Inga underarter finns listade i Catalogue of Life.

## Bildgalleri

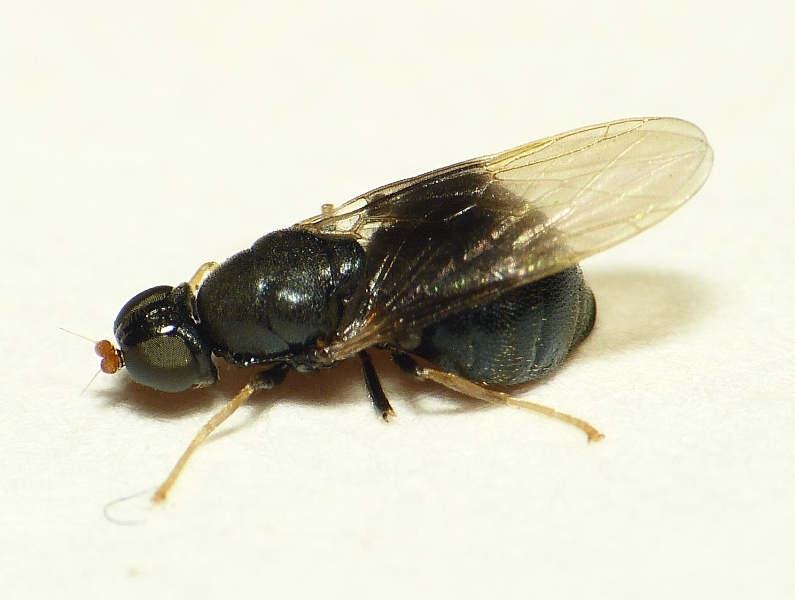